# 菊地姫奈
菊地 姫奈（きくち ひな、2004年〈平成16年〉10月19日 - ）は、日本のグラビアアイドル、女優、ファッションモデル。
茨城県出身。芸能事務所BLUE LABEL所属。

## 略歴
中学2年時、母の薦めで「ミス・ティーン・ジャパン2020」に応募してエントリーされ、関東地区代表としてファイナリストに進出する。その後はグランプリの受賞こそ逃したものの、BLUE LABELにスカウトされ、15歳で芸能界への道を歩み始める。一方、並行して応募していた講談社の「ミスiD2020」でもファイナリストに進出し（エントリーNo.39）、UpNext賞を受賞。また、「ミスマガジン2020」でもミス週刊少年マガジンを受賞。
2021年10月に講談社から1st写真集『はばたき』を発売。2022年11月、来年3月の高校卒業を記念して2023年2月14日に2nd写真集を制作・発売することを集英社が発表した。
2022年12月5日、集英社のデジタルコンテンツを対象にした「グラジャパ!アワード2022」で最優秀新人賞を受賞（村島未悠とダブル受賞）。
2023年2月14日、集英社から2nd写真集『moment』を発売。同年3月には同学年のくろがねさら（現：川道さら）のリクエストによって講談社の『FRIDAY』でのコラボグラビアが実現し、同誌の巻頭および表紙を担当した。
2023年12月18日、『グラジャパ!』において2023年モデル別売り上げ1位を記録したこと、『週刊プレイボーイ』表紙3回などが評価され、「グラジャパ!アワード2023」グランプリを受賞。
2024年5月3日、集英社の『non-no』の専属モデルとなることが発表された。同月には『moment』のデジタル版が楽天Kobo電子書籍Award2024写真集部門大賞を受賞。前述の「グラジャパ!アワード」と合わせて2冠となったことを記念し、アザーカットのみで構成された『続・moment』がデジタル限定で発売。
2025年3月19日、講談社から3rd写真集『memory』を発売。「20歳だからこそ」とビキニ姿だけでなくノーブラ姿やTバック姿などのヌーディーなショットにも初挑戦し、それらを発売2か月前に先行公開していたことからも、発売後には各所にて賛辞を集めて初版3万部から発売即重版となり、同年4月3日には冊子・電子版の累計で5万部を突破したことが報じられた。

## 人物
- 趣味は絵を描くこと、食べること、早起き[1]。
- 特技は大正琴、弓道[30]。
- 子供のころからモーニング娘。のファンであり、追加メンバーオーディションに応募したことがあったが、二次審査で落選している[17]。『memory』では、芸能界入り前に不登校時期があったことを告白している[31]。
- 3歳上の兄[32]と弟がおり、仮面ライダーシリーズをよく観ていたという[3]。
- 憧れの女優は橋本環奈[15]。
- ミスマガジンでは2018年度からSHOWROOM審査で最多票を獲得した者が受賞する「SHOWROOM賞」を設けており、2020年は菊地が最多票を獲得していた[13]が、最終結果が発表された『週刊ヤングマガジン』や『週刊少年マガジン』誌面では「SHOWROOM賞もダブル受賞」という扱いはされていない[1]。
- アニメ好きであり、特に『アイドリッシュセブン』と『あんさんぶるスターズ!』のファンを公言しているほか、『週刊プレイボーイ』のグラビア撮影で奄美大島に訪れた際には『あんさんぶるスターズ!』の登場人物である桜河こはくのアクリルスタンドを持参し、一緒に写真撮影していたという[33]。また、『うたの☆プリンスさまっ♪』の登場人物である一ノ瀬トキヤのファンであることも公言している[34]。

## 出演

### テレビドラマ
- 真夏の少年〜19452020（2020年7月31日 - 9月18日、テレビ朝日） - 野崎朝美 役[35]
- レンアイ漫画家 第9話（2021年6月3日、フジテレビ） - 女子高生 役[36]
- 劇的に沈黙 第9話（2021年8月31日、TOKYO MX1） - 鈴木幸子 役[37]
- 愛しい嘘〜優しい闇〜（2022年1月14日 - 3月4日、テレビ朝日） - 本田玲子（中学時代） 役
- 消しゴムをくれた女子を好きになった。 第1話・第2話（2022年7月26日・8月2日、日本テレビ） - さとみの中学時代同級生 役
- 終着駅シリーズ・ファイナル 十月のチューリップ（2022年12月22日、テレビ朝日） - 川合理香 役
- ホスト相続しちゃいました 第5話（2023年5月16日、関西テレビ・フジテレビ） - 浜岡水穂 役
- 波よ聞いてくれ 第7話（2023年6月2日、テレビ朝日） - 多野衿子 役
- 最高の生徒〜余命1年のラストダンス〜（2023年7月15日 - 9月23日、日本テレビ） - 加賀凛 役[38]
- 最高の教師 1年後、私は生徒に■された 第5話（2023年8月12日、日本テレビ） - 加賀凛 役[注 1]
- Maybe 恋が聴こえる（2023年10月17日 - 12月22日、TBS） - 南音羽 役[39]
- チェイサーゲーム W（テレビ東京） - 七瀬ふたば 役[40]
  - チェイサーゲームW パワハラ上司は私の元カノ（2024年1月9日 - 2月27日）
  - チェイサーゲームW2 美しき天女たち（2024年9月20日 - 11月8日）[41]
- 伝説の頭 翔 第2話（2024年7月26日、テレビ朝日） - 板垣恵美 役[42]
- 年下彼氏2 episode3「秀才すぎる秘密の恋」（2024年10月20日、朝日放送テレビ） - ヒロイン・桐村 役[43]
- 宙わたる教室 第3話（2024年10月22日、NHK総合） - 松谷真耶 役[44]
- ウイングマン（2024年10月23日 - 12月25日、テレビ東京） - 小川美紅 役[45]
- 僕達はまだその星の校則を知らない（2025年7月14日 - 、関西テレビ・フジテレビ） - 堀麻里佳 役[46]
- 海老だって鯛が釣りたい 第3話（2025年7月16日、日本テレビ） - 玲奈 役[47]
- FOGDOG 第1話・第2話（2025年7月22日・29日、読売テレビ） - 朝日夏美 役[48]

### 映画
- メイヘムガールズ（2022年11月25日、アルバトロス・フィルム） - ケイ 役[49]
- 散歩時間〜その日を待ちながら〜（2022年12月9日、ラビットハウス）
- まなみ100%（2023年9月29日、SPOTTED PRODUCTIONS） - カンナさん 役
- みーんな、宇宙人。（2024年6月7日、エクストリーム） - ミサト 役[50]
- 遺書、公開。（2025年1月31日、松竹 / HIAX） - 森本蘭 役[51][52][53]
- V. MARIA（2025年4月1日） - 主演・マリア 役[54][55]
- THE オリバーな犬、(Gosh!!)このヤロウ MOVIE（2025年9月26日公開予定、エイベックス・フィルムレーベルズ）[56][57] - バイト 役[58]
- ベートーヴェン捏造（2025年9月12日公開予定）[59]

### テレビ番組
- プレバト!!（不定期出演、MBS・TBS） - 色鉛筆（特待生3級）

### CM
- 太陽ホールディングス「宇宙少女デビュー篇」（2021年10月22日 - ）[60]

### 配信ドラマ
- 最高の生徒 とある日の放課後（2023年7月26日 - 、日テレドラマ公式YouTubeチャンネル） - 加賀凛 役[61]
- 最高の生徒 3年後の僕たちは 第6話（2023年8月29日、Tver） - 加賀凛 役
- 透明なわたしたち（2024年9月16日 - 10月21日、ABEMA） - サクラ 役[62]
- 【推しの子】（2024年11月28日 - 12月5日、Amazon Prime Video） - アザミマコ 役[63]
- 外道の歌（2024年12月6日 - 、DMM TV） - 大高香織 役[64]

### ミュージックビデオ
- 幾田りら「Sign」（2024年）[65]

### オーディオドラマ
- 色のない世界で、君と（2021年、Spotify） - 西村凛 役[66]

## 書籍

### 写真集
- はばたき（2021年10月6日、講談社、撮影：HIROKAZU）ISBN 978-4065259436[67][注 2]
- moment（2023年2月14日、集英社、撮影：東京祐）ISBN 978-4087901047[68]
- memory（2025年3月19日、講談社、撮影：Takeo Dec.）ISBN 978-4065379851[69]

### デジタル写真集
- ススメ、夏色女子高生（2020年8月31日、集英社［週プレ PHOTO BOOK］、撮影：Takeo Dec.）[70]
- ちょっとだけ（2021年2月8日、集英社［週プレ PHOTO BOOK］、撮影：唐木貴央）[71]
- ミスマガジン2020 しあわせの光源（2021年2月26日、講談社［ヤンマガデジタル写真集］、撮影：LUCKMAN、藤本和典、佐藤佑一）共演：新井遥、後藤真桜、早川渚紗、大槻りこ[72]
- ヤンマガアザーっす！＜YM2020年46号未公開カット＞（2021年5月1日、講談社、撮影：藤本和典）[73]
- ミスマガ2020 ヤンマガアザーっす！＜YM2021年8号未公開カット＞（2021年5月15日、講談社［ヤンマガデジタル写真集］、撮影：藤本和典）共演：後藤真桜[74]
- ミスマガ2020コスプレ対決3（2021年6月17日、講談社［ヤンマガデジタル写真集］、撮影：カノウリョウマ）[75]
- ミスマガ2020おしゃかわグラビア3（2021年7月15日、講談社［ヤンマガデジタル写真集］、撮影：寺田茉布）[76]
- 青春シンドローム（2021年8月6日、白夜書房［BUBKAデジタル写真集］、撮影：持田薫）[77]
- ミスマガギャル化計画3（2021年8月15日、講談社［ヤンマガデジタル写真集］、撮影：佐藤佑一）[78]
- ミスマガジン2020全員集合 ミスマガギャル化計画6（2021年8月15日、講談社［ヤンマガデジタル写真集］、撮影：佐藤佑一）共演：新井遥、後藤真桜、早川渚紗、大槻りこ[79]
- ミスマガ2020 in 80's/1（2021年9月15日、講談社［ヤンマガデジタル写真集］、撮影：岡本武志）共演：後藤真桜[80]
- ミスマガ2020 in 80's/3（2021年9月15日、講談社［ヤンマガデジタル写真集］、撮影：岡本武志）[81]
- ミスマガ2020のなつやすみ3（2021年10月15日、講談社［ヤンマガデジタル写真集］、撮影：カノウリョウマ）[82]
- 全員集合ミスマガ2020のなつやすみ6（2021年10月15日、講談社［ヤンマガデジタル写真集］、撮影：カノウリョウマ）共演：新井遥、後藤真桜、早川渚紗、大槻りこ[83]
- 楽しく、健やかに（2021年10月25日、集英社［週プレ PHOTO BOOK］、撮影：西條彰仁）[84]
- 青春シンドローム 【完全版】（2021年11月10日、白夜書房［BUBKAデジタル写真集］、撮影：持田薫）[85]
- ミスマガジン2020のスタートライン3（2021年11月15日、講談社［ヤンマガデジタル写真集］、撮影：Takeo Dec.）[86]
- ミスマガジン2020 ヤンマガアザーっす！＜YM2021年43号未公開カット＞（2021年11月15日、講談社［ヤンマガデジタル写真集］、撮影：Takeo Dec.）共演：新井遥、後藤真桜、早川渚紗、大槻りこ[87]
- ヤンマガアザーっす！＜YM2021年35号未公開カット＞（2021年12月15日、講談社［ヤンマガデジタル写真集］、撮影：カノウリョウマ）[88]
- 春めく、ほのめく（2022年3月14日、集英社［週プレ PHOTO BOOK］、撮影：大辻隆広）[89]
- ヤンマガアザーっす！＜YM2022年4/5号未公開カット＞（2022年3月15日、講談社［ヤンマガデジタル写真集］、撮影：岡本武志）共演：大槻りこ、天野きき、内藤花恋[90]
- 好きになる旅〜prologue〜（2022年5月16日、集英社［週プレ PHOTO BOOK］、撮影：大辻隆広）[91]
- ネオ・フレッシュガール vol.1･2（2022年6月3日、講談社［FRIDAYデジタル写真集］、撮影：Takeo Dec.）[92][93]
- 虚構に恋するプリンセス（2022年7月1日、光文社［Platinum FLASHデジタル写真集］、撮影：coto）[94]
- WPB 菊地姫奈デジタル写真集〜特装合本版〜（2022年7月18日、集英社［週プレ PHOTO BOOK］、撮影：Takeo Dec.、唐木貴央、西條彰仁、大辻隆広）[95]
- 夏がやってきた！（2022年8月5日、講談社［FRIDAYデジタル写真集］、撮影：Takeo Dec.）[96]
- GROWING UP！（2022年9月12日、集英社［週プレ PHOTO BOOK］、撮影：大辻隆広）[97]
- 圧倒的ヒロイン vol.1･2（2022年10月6日、講談社［FRIDAYデジタル写真集］、撮影：Takeo Dec.）[98][99]
- mon aspiration（2022年10月31日、白夜書房［BRODYデジタル写真集］、撮影：高橋慶佑）[100]
- すくすくと朗らかに（2022年11月16日、KADOKAWA［Gテレデジタル！］）[101]
- moment（2022年2月14日、集英社［週プレ PHOTO BOOK］、撮影：東京祐）[102]
- ヤンマガアザーっす！＜YM2022年49号未公開カット＞（2023年4月7日、講談社［ヤンマガデジタル写真集］、撮影：カノウリョウマ）[103]
- #春から女子大生 vol.1･2（2023年4月7日、講談社［FRIDAYデジタル写真集］、撮影：Takeo Dec.）[104][105]
- SUPER GIRL（2023年4月24日、集英社［週プレ PHOTO BOOK］、撮影：YUJI TAKEUCHI）[106]
- ヤンマガアザーっす！＜YM2023年19号未公開カット＞（2023年6月9日、講談社［ヤンマガデジタル写真集］、撮影：カノウリョウマ）[107]
- Evolution（2023年6月26日、集英社［週プレ PHOTO BOOK］、撮影：竹内裕二）[108]
- 台湾紀行 〜青・白・黒の愛〜（2023年6月30日、講談社［FRIDAYデジタル写真集］、撮影：Takeo Dec.）[109][110][111]
- 満喫するぜ、18歳の夏休み（2023年8月7日、集英社［週プレ PHOTO BOOK］、撮影：三瓶康友）[112]
- ミスマガのアソビバ！（2023年8月11日、講談社［ヤンマガデジタル写真集］、撮影：岡本武志、カノウリョウマ、佐藤佑一、Takeo Dec.、寺田茉布）[113]
- Melty Lily（2023年8月16日、ワニブックス［ワニブックスデジタル写真集］、撮影：鈴木ゴータ）[114]
- 大人になる君を（2023年9月8日、講談社［with TALENTデジタル写真集］、撮影：藤原宏）[115]
- キミと過ごした夏 vol.1･2（2023年10月10日、講談社［FRIDAYデジタル写真集］、撮影：Takeo Dec.）[116][117]
- ヤンマガアザーっす！＜YM2023年33号未公開カット＞（2023年10月13日、講談社［ヤンマガデジタル写真集］、撮影：カノウリョウマ）[118]
- もっとずっと、一緒に。（2023年10月30日、集英社［週プレ PHOTO BOOK］、撮影：竹内裕二）[119]
- GOING! vol.1･2（2023年12月21日、講談社［FRIDAYデジタル写真集］、撮影：大辻隆広）[120][121]
- 菊地姫奈カレンダーブック2024（2024年2月5日、集英社［週プレ PHOTO BOOK］、撮影：東京祐）[122]
- THIS IS JAPAN'S TOP IDOL 〜prologue〜（2024年3月4日、集英社［週プレ PHOTO BOOK］、撮影：藤本和典）[123]
- ヤンマガアザーっす！＜YM2024年9号未公開カット＞（2024年3月22日、講談社［ヤンマガデジタル写真集］、撮影：カノウリョウマ）[124]
- 旅先の君は（2024年4月12日、講談社［with TALENTデジタル写真集］、撮影：遠藤優貴）[125]
- Spotlight vol.1･2（2024年4月26日、講談社［FRIDAYデジタル写真集］、撮影：菊地泰久）[126][127]
- 続：moment（2024年6月3日、集英社［週プレ PHOTO BOOK］、撮影：東京祐）[128]
- 20th Anniversary Vol.1（2024年10月21日、集英社、撮影：Takeo Dec.、唐木貴央、西條彰仁、大辻隆広）[129]
- 20th Anniversary Vol.2（2024年10月21日、集英社、撮影：竹内裕二、三瓶康友、藤本和典）[130]
- 菊地姫奈カレンダーブック2025（2024年11月11日、集英社［週プレ PHOTO BOOK］、撮影：竹内裕二）[131]
- 『ねずみの初恋』コラボグラビア ヤンマガアザーっす！＜YM2024年41号未公開カット＞（2024年11月29日、講談社［ヤンマガデジタル写真集］、撮影：土山大輔）[132]
- 菊地姫奈写真集「memory」（2025年3月19日、講談社、撮影：Takeo Dec.）[133]
- 菊地姫奈写真集「another memory」（2025年3月26日、講談社、撮影：Takeo Dec.）[134]

### カレンダー
- 菊地姫奈 カレンダーブック2023.04-2024.03（2023年3月15日、東京ニュース通信社［B.L.T.MOOK］）ISBN 978-4867015766[135]
- 菊地姫奈カレンダーブック2024（2024年2月5日、集英社、撮影：東京祐）ISBN 978-4089084625
- 菊地姫奈カレンダーブック2025（2024年11月11日、集英社、撮影：竹内裕二）ISBN 978-4089084755[136]

### 雑誌
- non-no（2024年7・8月合併号 - 、集英社） - 専属モデル